# Alfred Malleret-Joinville
Alfred Malleret-Joinville, francoski general, * 15. december 1911, Pariz, † 20. februar 1960, Arcueil.